# Choretrum pauciflorum
Choretrum pauciflorum är en tvåhjärtbladig växtart som beskrevs av A. Dc.. Choretrum pauciflorum ingår i släktet Choretrum och familjen Amphorogynaceae. Inga underarter finns listade i Catalogue of Life.